# Adjuvilo
L'Adjuvilo è una lingua artificiale creata da Claudius Colas (sotto lo pseudonimo di "Profesoro V. Esperema") nel 1908. Nonostante fosse una lingua completa, non era stata creata per essere una lingua parlata, bensì per suscitare dissenso nel movimento idista.

## Esempi
Il Padre Nostro:
Patro nosa qua estan en cielos,
santa esten tua nomo,
advenen tua regno,
esten farata tuo volo
quale en cielos tale anke sur la tero.
Un altro esempio, del 1910:
Un ex meas amikos, qua habitan en Paris kun sua familio, havan multas infantos; quin filios e tri filiinos.